# 纳拉英格阿尔
纳拉英格阿尔（Narayangarh），是印度中央邦Mandsaur县的一个城镇。总人口10079（2001年）。

## 人口
该地2001年总人口10079人，其中男性5114人，女性4965人；0—6岁人口1333人，其中男682人，女651人；识字率69.14%，其中男性为80.04%，女性为57.93%。